# Langur de Selangor
El langur de Selangor (Trachypithecus selangorensis) és una espècie de primat de la família dels cercopitècids. És endèmic de la costa occidental de la Malàisia peninsular. Es tracta d'un animal arborícola que viu als manglars, els boscos de ribera i les plantacions. L'holotip tenia una llargada de cap a gropa de 506 mm i la cua de 704 mm. Anteriorment era considerat una subespècie del langur argentat (T. cristatus). El seu nom específic, selangorensis, significa ‘de Selangor’ en llatí.